# Phyciodes
Phyciodes är ett släkte av fjärilar. Phyciodes ingår i familjen praktfjärilar.

## Bildgalleri

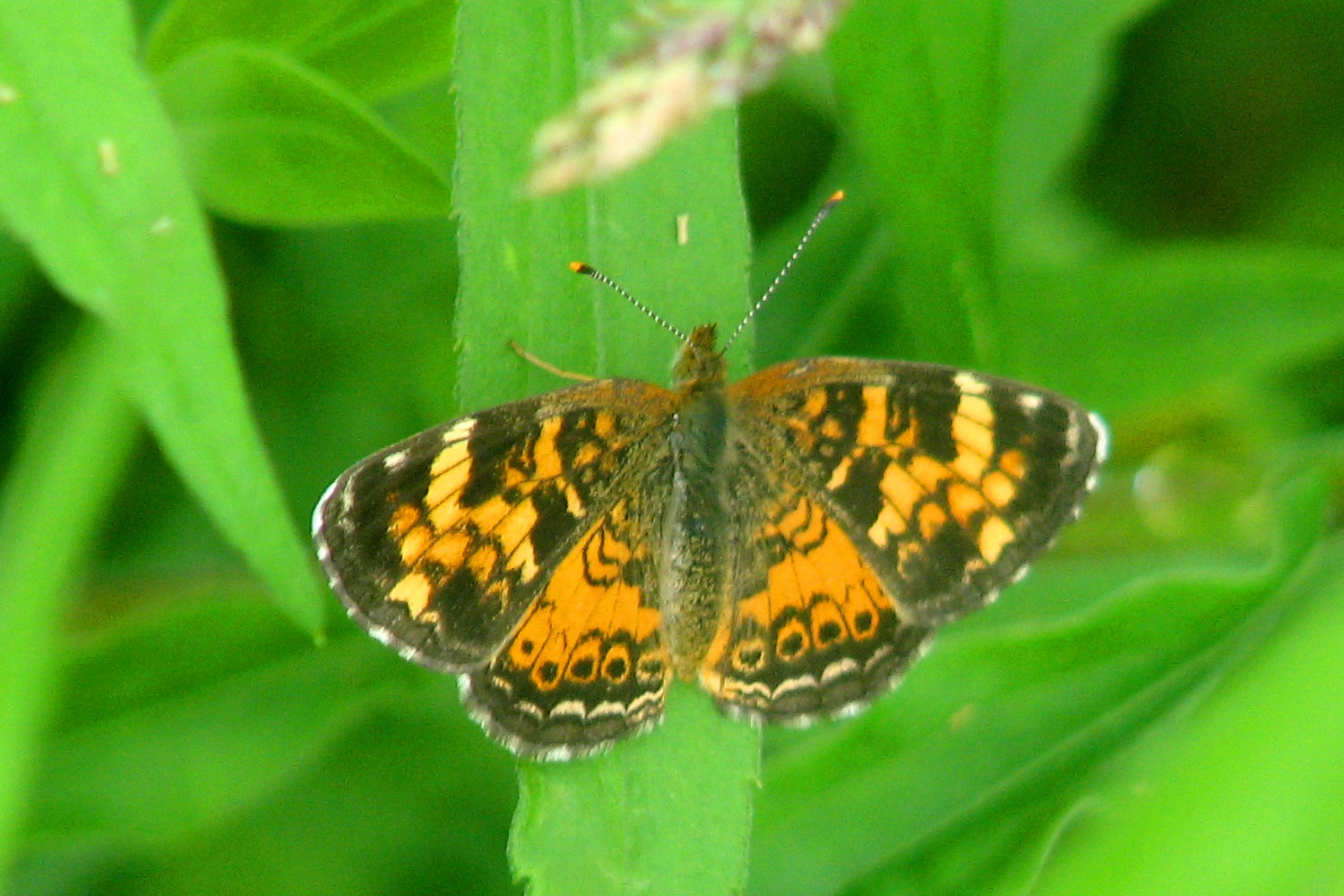
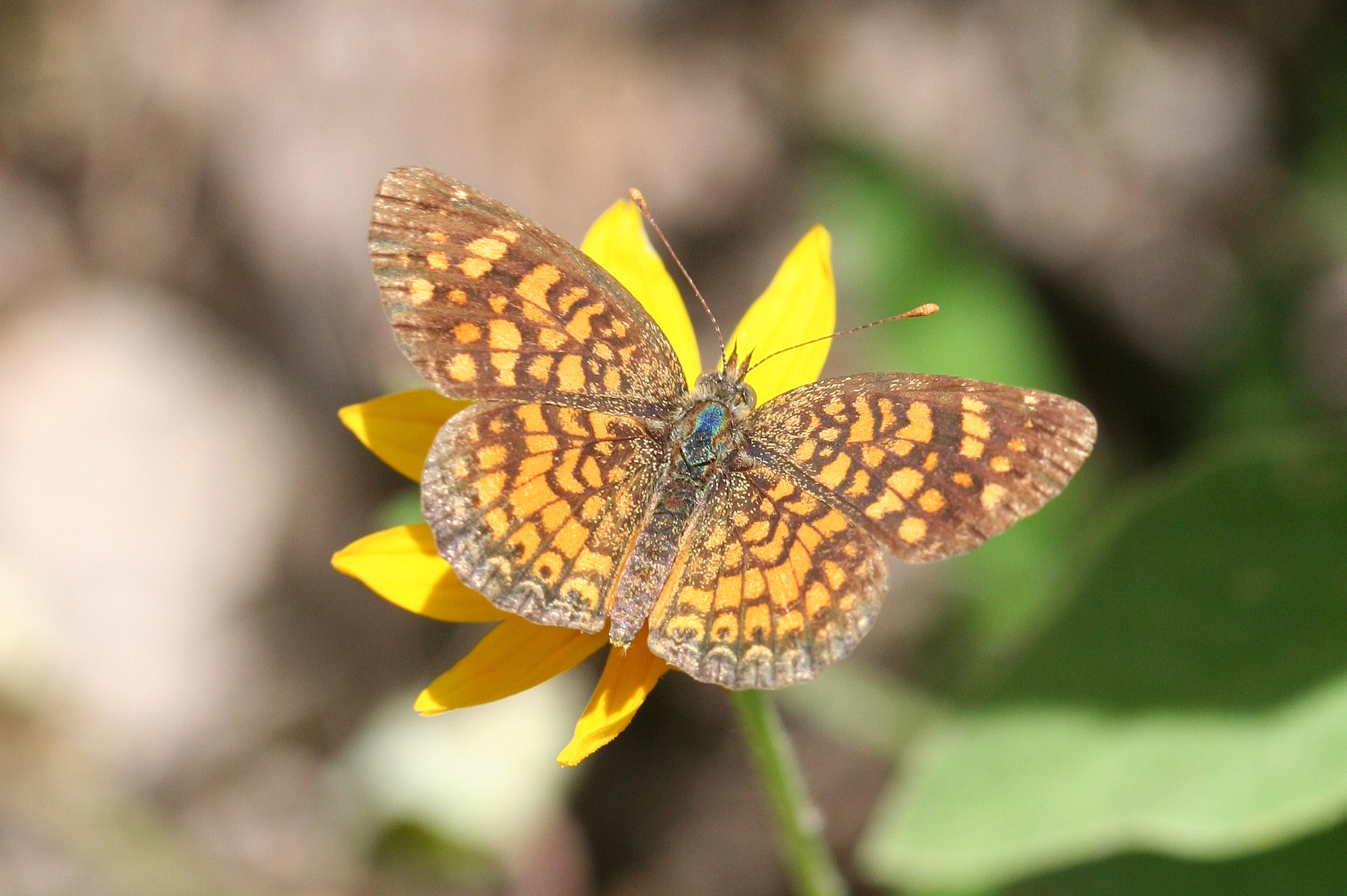
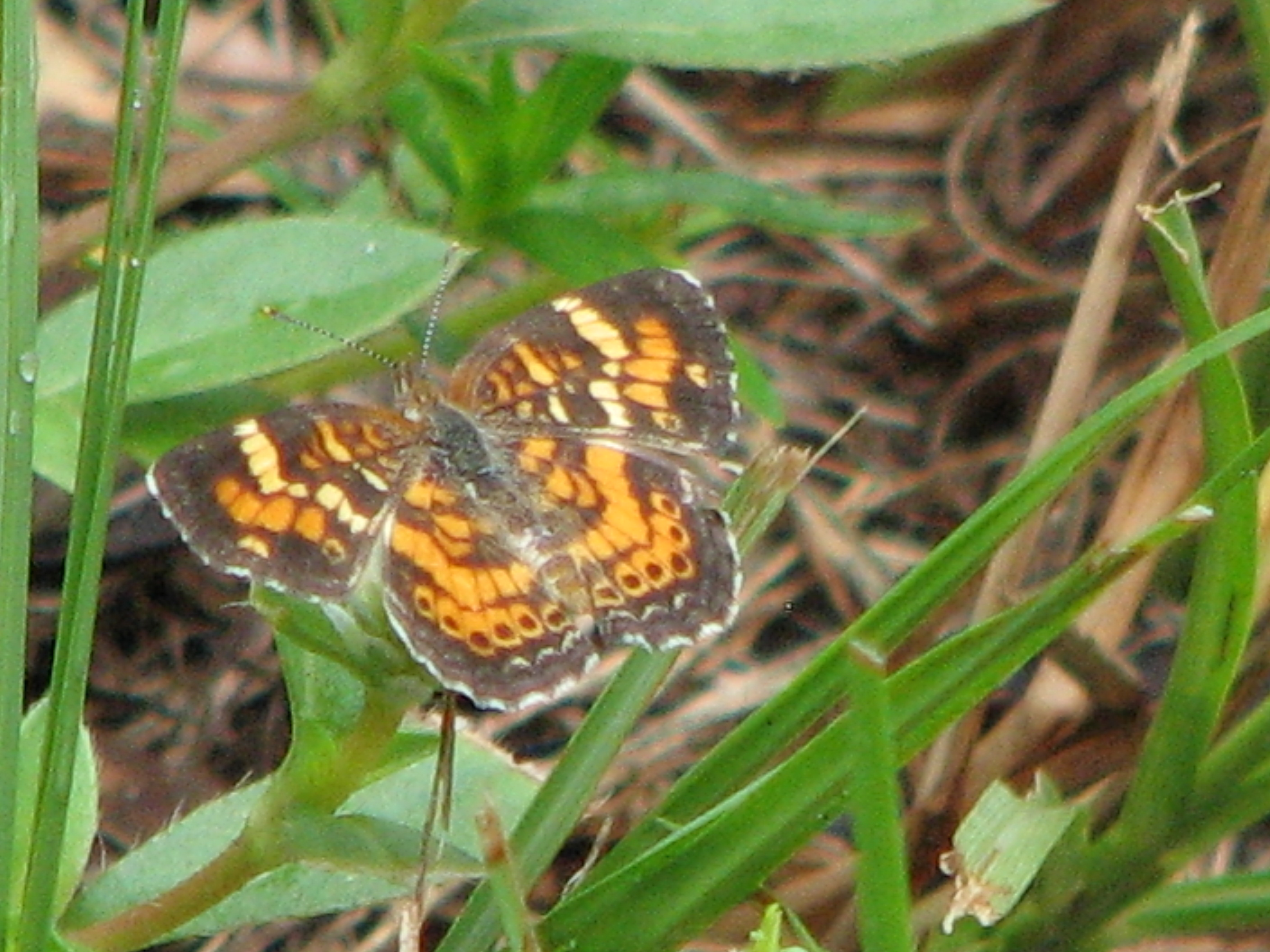
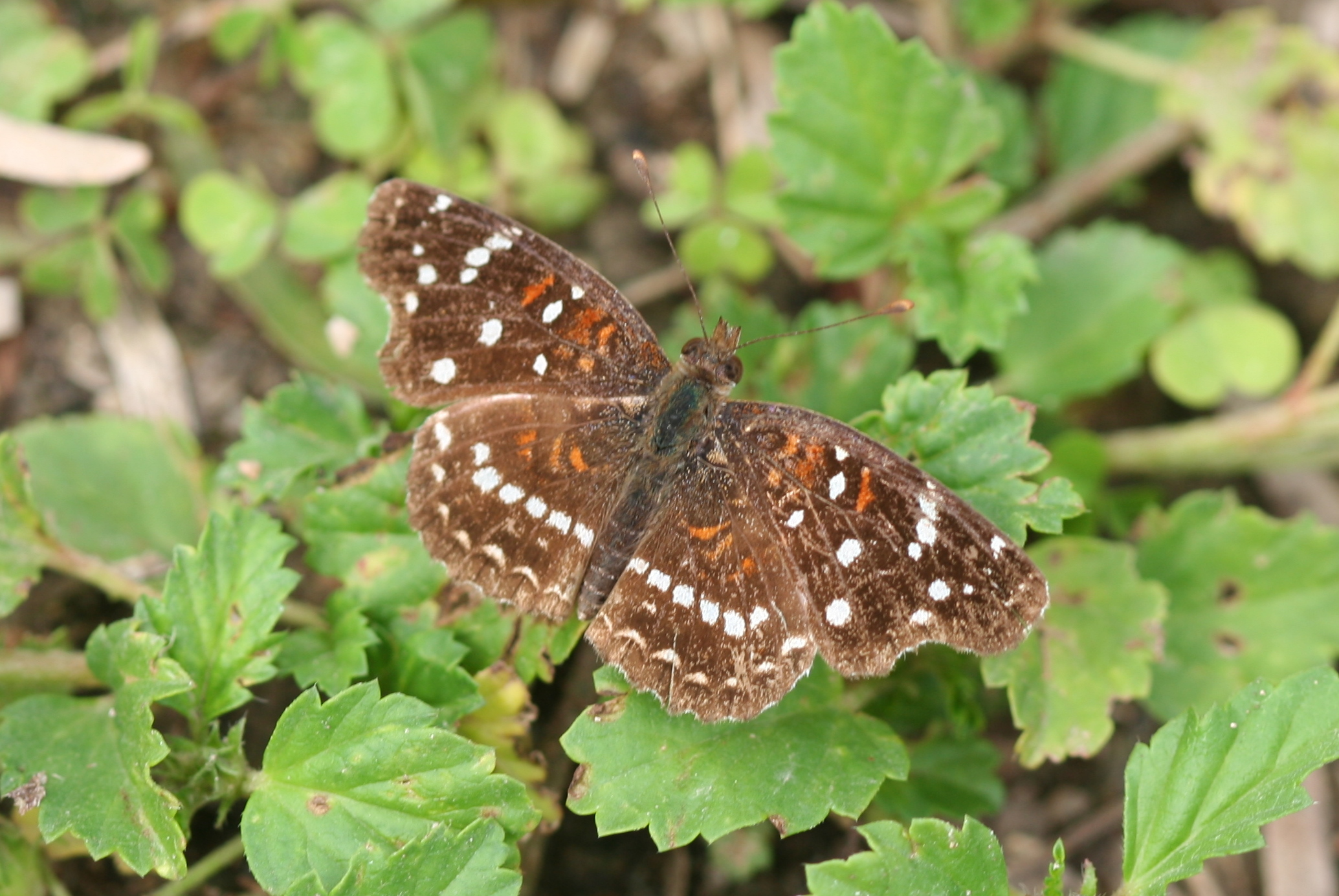
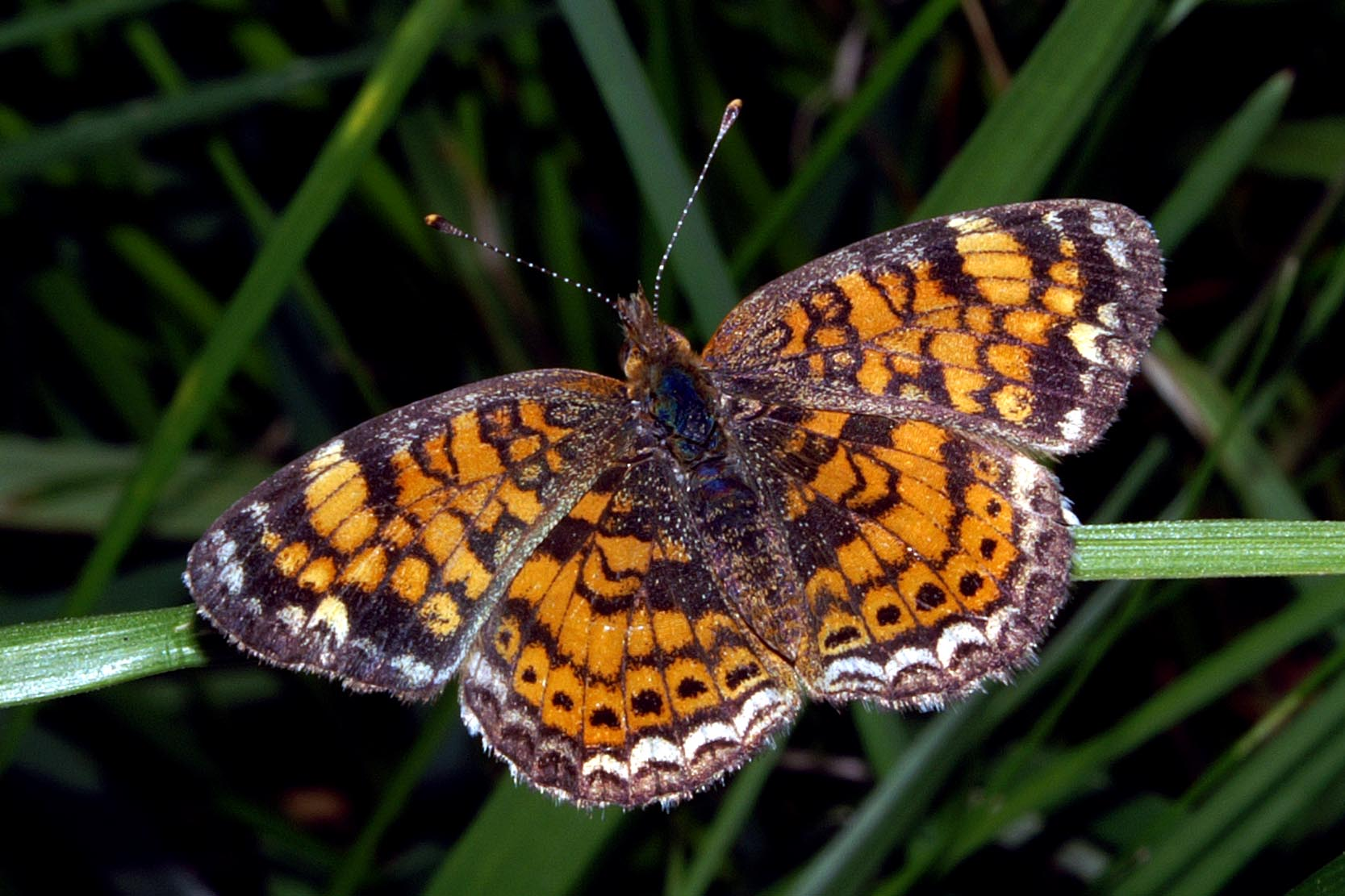

## Dottertaxa tillPhyciodes, i alfabetisk ordning[1]
- Phyciodes aestiva
- Phyciodes arctica
- Phyciodes arida
- Phyciodes arizonensis
- Phyciodes barnesi
- Phyciodes batesii
- Phyciodes boucardi
- Phyciodes camillus
- Phyciodes campestris
- Phyciodes canace
- Phyciodes cocyta
- Phyciodes collina
- Phyciodes collinsi
- Phyciodes distincta
- Phyciodes dyari
- Phyciodes edwardsi
- Phyciodes emissa
- Phyciodes epula
- Phyciodes euclea
- Phyciodes eucrasia
- Phyciodes graphica
- Phyciodes harperi
- Phyciodes herlani
- Phyciodes herse
- Phyciodes hiemalis
- Phyciodes jemezensis
- Phyciodes macyi
- Phyciodes marcia
- Phyciodes mata
- Phyciodes maya
- Phyciodes mcdunnoughi
- Phyciodes melini
- Phyciodes metharmeoides
- Phyciodes mexicana
- Phyciodes mirabilis
- Phyciodes montana
- Phyciodes morpheus
- Phyciodes nigrescens
- Phyciodes orsa
- Phyciodes orseis
- Phyciodes packardii
- Phyciodes pallescens
- Phyciodes pallida
- Phyciodes pascoensis
- Phyciodes phaon
- Phyciodes pharos
- Phyciodes picta
- Phyciodes pratensis
- Phyciodes pulchella
- Phyciodes reaghi
- Phyciodes rohweri
- Phyciodes selenis
- Phyciodes tharos
- Phyciodes tharossa
- Phyciodes thebais
- Phyciodes tristis
- Phyciodes vesta
- Phyciodes vestalis